# Fechtweltmeisterschaften 2010

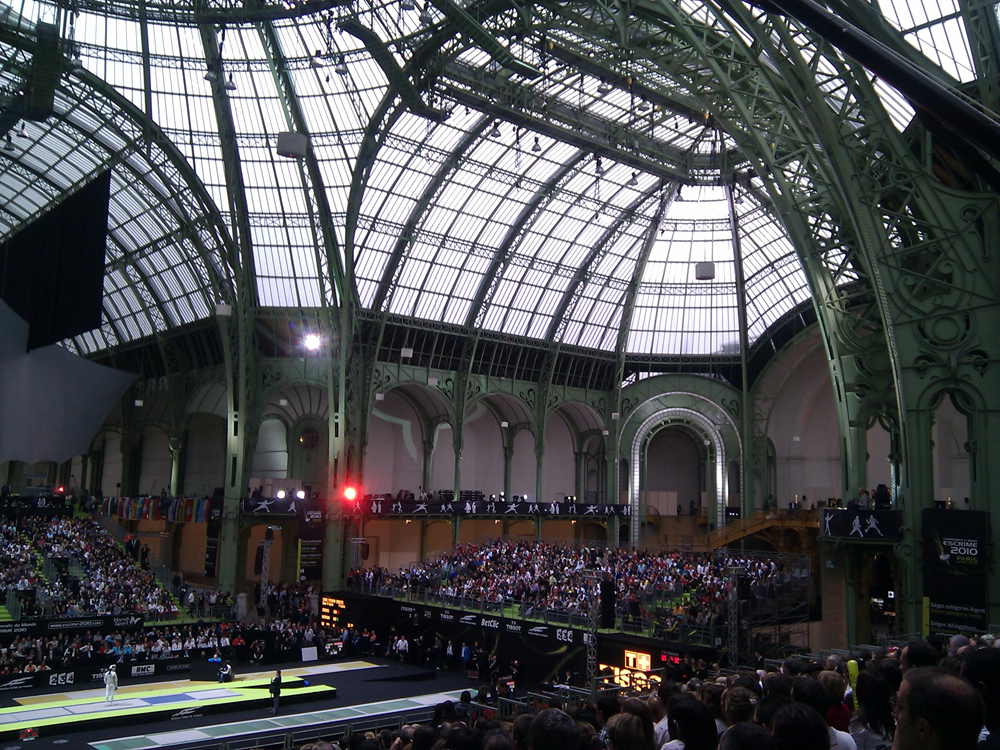
Der Grand Palais

Die Fechtweltmeisterschaft 2010 fand vom 4. bis 13. November 2010 in der französischen Hauptstadt Paris statt. Die Wahl des Austragungsortes erfolgte am 25. November 2007 einstimmig durch den in Madrid abgehaltenen Kongress des Internationalen Fechtverbandes (FIE). Als Wettkampfstätte war der Grand Palais vorgesehen.
Paris war nach 1937, 1957 und 1965 zum vierten Mal Gastgeber der Fechtweltmeisterschaften. Auf dem Programm standen jeweils drei Einzel- und Mannschaftswettbewerbe bei den Damen und Herren. Zusätzlich war geplant, wie schon bei der Weltmeisterschaft 2006 parallel zu den Titelkämpfen Wettkämpfe im Rollstuhlfechten durchzuführen.

## Herren

### Florett, Einzel
| Platz | Sportler        | Land |
| ----- | --------------- | ---- |
| 1     | Peter Joppich   | GER  |
| 2     | Lei Sheng       | CHN  |
| 3     | Yūki Ōta        | JPN  |
| 3     | Gerek Meinhardt | USA  |

Sonntag, 7. November 2010

### Florett, Mannschaft
| Platz | Sportler                                                         | Land |
| ----- | ---------------------------------------------------------------- | ---- |
| 1     | Huang Liangcai Lei Sheng Zhang Liangliang Zhu Jun                | CHN  |
| 2     | Andrea Baldini Stefano Barrera Andrea Cassarà Valerio Aspromonte | ITA  |
| 3     | Suguru Awaji Kenta Chida Yūki Ōta Ryō Miyake                     | JPN  |

Donnerstag, 11. November 2010

### Degen, Einzel
| Platz | Sportler            | Land |
| ----- | ------------------- | ---- |
| 1     | Nikolai Novosjolov  | EST  |
| 2     | Gauthier Grumier    | FRA  |
| 3     | Jean-Michel Lucenay | FRA  |
| 3     | Gábor Boczkó        | HUN  |

Montag, 8. November 2010

### Degen, Mannschaft
| Platz | Sportler                                                           | Land |
| ----- | ------------------------------------------------------------------ | ---- |
| 1     | Ulrich Robeiri Jean-Michel Lucenay Gauthier Grumier Jérôme Jeannet | FRA  |
| 2     | Benjamin Bratton Weston Kelsey Cody Mattern Benjamin Ungar         | USA  |
| 3     | Gábor Boczkó Géza Imre András Rédli Péter Somfai                   | HUN  |

Samstag, 13. November 2010

### Säbel, Einzel
| Platz | Sportler              | Land |
| ----- | --------------------- | ---- |
| 1     | Won Woo-young         | KOR  |
| 2     | Nicolas Limbach       | GER  |
| 3     | Cosmin Hănceanu       | ROU  |
| 3     | Weniamin Reschetnikow | RUS  |

Samstag, 6. November 2010

### Säbel, Mannschaft
| Platz | Sportler                                                             | Land |
| ----- | -------------------------------------------------------------------- | ---- |
| 1     | Nikolai Kowaljow Weniamin Reschetnikow Alexei Jakimenko Artjom Sanin | RUS  |
| 2     | Diego Occhiuzzi Aldo Montano Luigi Tarantino Luigi Samele            | ITA  |
| 3     | Tiberiu Dolniceanu Rareş Dumitrescu Cosmin Hănceanu Florin Zalomir   | ROU  |

Dienstag, 9. November 2010

## Frauen

### Florett, Einzel
| Platz | Sportlerin         | Land |
| ----- | ------------------ | ---- |
| 1     | Elisa Di Francisca | ITA  |
| 2     | Arianna Errigo     | ITA  |
| 3     | Valentina Vezzali  | ITA  |
| 3     | Nam Hyun-hee       | KOR  |

Sonntag, 7. November 2010

### Florett, Mannschaft
| Platz | Sportlerinnen                                                        | Land |
| ----- | -------------------------------------------------------------------- | ---- |
| 1     | Elisa Di Francisca Arianna Errigo Ilaria Salvatori Valentina Vezzali | ITA  |
| 2     | Karolina Chlewińska Sylwia Gruchała Katarzyna Kryczało Anna Rybicka  | POL  |
| 3     | Jeon Hee-sook Nam Hyun-hee Oh Ha-na Seo Mi-jung                      | KOR  |

Mittwoch, 10. November 2010

### Degen, Einzel
| Platz | Sportlerin           | Land |
| ----- | -------------------- | ---- |
| 1     | Maureen Nisima       | FRA  |
| 2     | Emese Szász          | HUN  |
| 3     | Nathalie Moellhausen | ITA  |
| 3     | Tatjana Logunowa     | RUS  |

Montag, 8. November 2010

### Degen, Mannschaft
| Platz | Sportlerinnen                                                      | Land |
| ----- | ------------------------------------------------------------------ | ---- |
| 1     | Ana Maria Brânză Simona Alexandru Anca Măroiu Loredana Iordăchioiu | ROU  |
| 2     | Britta Heidemann Imke Duplitzer Monika Sozanska Ricarda Multerer   | GER  |
| 3     | Jung Hyo-jung Oh Yun-hee Shin A-lam Park Se-ra                     | KOR  |

Freitag, 12. November 2010

### Säbel, Einzel
| Platz | Sportlerin     | Land |
| ----- | -------------- | ---- |
| 1     | Mariel Zagunis | USA  |
| 2     | Olha Charlan   | UKR  |
| 3     | Olena Chomrowa | UKR  |
| 3     | Sofja Welikaja | RUS  |

Samstag, 6. November 2010

### Säbel, Mannschaft
| Platz | Sportlerinnen                                                          | Land |
| ----- | ---------------------------------------------------------------------- | ---- |
| 1     | Dina Galiakbarowa Julija Gawrilowa Sofja Welikaja Swetlana Kormilizyna | RUS  |
| 2     | Halyna Pundyk Olha Charlan Olena Chomrowa Olha Schownir                | UKR  |
| 3     | Cécilia Berder Carole Vergne Léonore Perrus Solenne Mary               | FRA  |

Dienstag, 9. November 2010

## Medaillenspiegel
| Platz | Land                | Gold | Silber | Bronze | Gesamt |
| ----- | ------------------- | ---- | ------ | ------ | ------ |
| 1     | Italien             | 2    | 3      | 2      | 7      |
| 2     | Frankreich          | 2    | 1      | 2      | 5      |
| 3     | Russland            | 2    | —      | 3      | 5      |
| 4     | Deutschland         | 1    | 2      | —      | 3      |
| 5     | Vereinigte Staaten  | 1    | 1      | 1      | 3      |
| 6     | Volksrepublik China | 1    | 1      | —      | 2      |
| 7     | Südkorea            | 1    | —      | 3      | 4      |
| 8     | Rumänien            | 1    | —      | 2      | 3      |
| 9     | Estland             | 1    | —      | —      | 1      |
| 10    | Ukraine             | —    | 2      | 1      | 3      |
| 11    | Ungarn              | —    | 1      | 2      | 3      |
| 12    | Polen               | —    | 1      | —      | 1      |
| 13    | Japan               | —    | —      | 2      | 2      |

In den sechs Einzelwettbewerben wurden jeweils zwei Bronzemedaillen vergeben.